# Ester Henning
Ester Matilda Henning, född 28 oktober 1887 i Yngshyttan i Färnebo församling, död 1 maj 1985 på Solberga sjukhus i Brännkyrka församling, var en svensk konstnär (skulptör och målare).

## Biografi
Ester Henning växte upp i en skomakarfamilj i Mora, dit familjen hade flyttat när hon var liten. Vid tolv års ålder och efter fyra års skolgång började hon tjäna som piga, först i Mora senare i Stockholm. Hon flyttade till Stockholm efter att ha bestämt sig för att bli konstnär, och skrev där in sig 1911 på konsthantverksutbildningen på Tekniska skolan. Hon arbetade med sin konst, samtidigt som hon försörjde sig som hembiträde, syflicka och diskerska.
Två av Ester Hennings skulpturer göts i brons och hennes konst återgavs också på samtida vykort. År 1916 insjuknade hon, omhändertog av polis och lades in på Katarina sjukhus. En tid bodde hon hemma hos föräldrarna, och skrevs senare in på Säters sjukhus 1919 efter att ha slagit modern i huvudet med en stekpanna. Hon tillbringade resten av livet på sjukhus, på Uppsala hospital och på Långbro, Beckomberga och Solberga sjukhus. En vändpunkt kom 1936, sedan hennes konstnärliga förmåga uppmärksammats av en kurator på Beckomberga sjukhus. Hon fick då arbetsmaterial och tecknade, målade, skulpterade och broderade.
Hennes verk ställdes ut första gången i samlingsutställningen Schizofren konst på God konst i Göteborg tillsammans med verk av Ernst Josephson och Carl Fredrik Hill, och har senare visats på mindre separatutställningar i Stockholm. 
Konstverk av Ester Henning finns på Nationalmuseum, Moderna museet, Konstmuseet i Skövde och hos privata samlare. Hennes konst har bland annat ställts ut på Liljevalchs konsthall i Stockholm 1970 och på Bror Hjorths Hus i Uppsala 2001. En dokumentärfilm om Ester Henning, Konstnärinnan på avd. 22, har visats på SVT.
Kuratorn Janny-Lisa Clason testamenterade 2002 medel till en stiftelse med syfte att bevara Ester Hennings konst och stödja konst och dokument speciellt med anknytning till psykiatri. Stiftelsen står bakom en webbplats som dokumenterar Ester Hennings konstnärskap.